# Opération Strangle
Pour l'opération militaire américaine en Corée du Nord, voir Opération Strangle (guerre de Corée).
L’opération Strangle est une opération militaire de la Seconde Guerre mondiale pendant la campagne d’Italie.
Le 57e groupe de chasse de l’US Air Force a été envoyé en 1942 en soutien de la 8e armée britannique du maréchal Montgomery qui faisait face, sur le front d’Afrique du Nord, à l’Afrika Korps du maréchal Rommel.
Chargés d’appuyer les hommes au sol, les pilotes de P‐40 « Warhawks » (« faucons de guerre ») se font remarquer, malgré les ripostes ennemies et des conditions météorologiques difficiles, par leur ténacité à tout mettre en œuvre pour faire reculer les armées allemandes et italiennes. Le 18 avril 1943, il contribua à infliger de très lourdes pertes à l’Afrika Korps lors de l’attaque, au-dessus de la Méditerranée, du convoi aérien qui évacuait d’Afrique les restes de cette unité.
Il joua ensuite un rôle important dans l’invasion de la Sicile et le débarquement sur la péninsule italienne. Après la libération de la Corse en septembre 1943, les forces alliées qui étaient « enlisées » au pied du mont Cassin décidèrent d’utiliser l’île comme tête de pont d’une opération destinée à paralyser les accès permettant de ravitailler les troupes de l’Axe.
Depuis la Corse, le 57e prit une part active à l’« opération Strangle » (« étranglement ») car il était en mesure d’attaquer en basse altitude les forces adverses qui étaient logées dans des vallées encaissées.
Il fut envoyé sur d’autres terrains d’opérations en Italie, dans la vallée du Rhône et le col du Brenner en Autriche avec pour mission de harceler la Wehrmacht en pleine retraite. Le groupe fut désactivé le 7 novembre 1945.